# Hieronymus Carl Friedrich von Münchhausen
Hieronymus Carl Friedrich von Münchhausen, Baron Münchhausen (ur. 11 maja 1720, zm. 22 lutego 1797) – niemiecki szlachcic, żołnierz, podróżnik i awanturnik. Bohater literacki i filmowy. Sławny dzięki powieści Przygody barona Münchhausena, którą napisał Rudolf Erich Raspe, a rozwinął Gottfried August Bürger.
Freiherr (baron) von Münchhausen służył m.in. w armii rosyjskiej i brał udział w dwóch wojnach przeciwko Turcji. Wątek fantastyczny w jego biografii, polegający na locie na pocisku artyleryjskim, ma w tle wojnę z Turkami.
Münchhausen służył w rosyjskim regimencie stacjonującym w Rydze. Zapraszał tam swego dobrego przyjaciela, jakim był Georg Gustav von Dunten, na polowania na kaczki. Münchhausen poznał, przy tych okazjach, jego córkę Jacobine von Dunten i poślubił ją 2 lutego 1744. Żona odziedziczyła po ojcu majątek w Dunte na Łotwie, w którym żyli razem od roku 1750 do 1760 (teraz mieści się tam muzeum Minhauzena pasaule). W 1760 jako emeryt zamieszkał w swoim rodzinnym majątku w Bodenwerder.
Po śmierci żony w 1790 Münchhausen zawarł w 1794 małżeństwo z 20-letnią Bernhardine Brunsig von Brunn, które skończyło się rujnującym obie strony procesem rozwodowym.
Jego kuzynem był hanowerski minister Gerlach Adolph von Münchhausen (1688–1770).